# Okręg Riom
Okręg Riom (fr. Arrondissement de Riom) – okręg w południowej Francji. Populacja wynosi 115 tysięcy.

## Podział administracyjny
W skład okręgu wchodzą następujące kantony:
- Aigueperse,
- Combronde,
- Ennezat,
- Manzat,
- Menat,
- Montaigut,
- Pionsat,
- Pontaumur,
- Pontgibaud,
- Randan,
- Riom-Est,
- Riom-Ouest,
- Saint-Gervais-d'Auvergne.